# Kristin Jonsson
Kristin Jonsson (* 15. März 1974 in Stockholm) ist eine ehemalige schwedische Fußballspielerin.

## Karriere

### Vereine
Jonsson kam zuletzt in der Spielzeit 1997 für den Sunnanå SK in der seit 1988 bestehenden Damallsvenskan, der höchsten Spielklasse im schwedischen Frauenfußball, zum Einsatz. Mit der Mannschaft erreichte sie das Finale um den nationalen Vereinspokal, das mit 1:2 erst nach der Verlängerung gegen die Frauenfußballmannschaft von Malmö FF verloren wurde.

### Nationalmannschaft
Jonsson debütierte als Nationalspielerin in der U16-Nationalmannschaft, die am 26. Juni das Freundschaftsländerspiel gegen die U16-Nationalmannschaft Finnlands in Hällevik mit 4:1 gewann; sie wurde für Jessica Ohlsson bereits in der 13. Minute eingewechselt. In ihrem zweiten Länderspiel, drei Tage später an selber Stätte, war sie mit ihrer Mannschaft der U16-Nationalmannschaft Dänemarks mit 1:3 unterlegen; sie wurde für Jenny Haglund bereits in der neunten Minute eingewechselt und erzielte das einzige Tor ihrer Mannschaft. Ihren letzten Einsatz für die Mannschaft dieser Altersklasse hatte sie am 1. Juli 1990 in Sölvesborg bei der 2:3-Niederlage gegen die U16-Nationalmannschaft der Niederlande; nach ihrem Treffer zum 2:0 wurde sie für Jenny Haglund bereits in der 18. Minute ausgewechselt.
Am 4. August 1992 debütierte sie in der U21-Nationalmannschaft, die sich in Haugesund torlos von der U21-Nationalmannschaft Norwegens trennte. Ihr erstes Länderspieltor für diese Altersklassenmannschaft erzielte sie am 6. August 1993 in Ishøj beim 6:1-Sieg im Freundschaftsspiel gegen die U21-Nationalmannschaft Islands mit dem Treffer zum 3:0 in der 13. Minute – nur fünf Minuten nach ihrer Einwechslung für Anna Holmberg.
Ihre 12 Länderspiele für die A-Nationalmannschaft bestritt sie vom 9. Oktober 1996 bis zum 6. August 1997. Ihr erstes A-Länderspieltor erzielte sie am 10. März 1997 im ersten Spiel der Gruppe B im Turnier um den Algarve-Cup 1997 beim 4:0-Sieg über die Nationalmannschaft der Niederlande mit dem Treffer zum 3:0 in der 14. Minute. Ihr zweites gelang ihr im Turnier der Europameisterschaft 1997 im letzten Spiel der Gruppe B beim 3:0-Sieg über die Nationalmannschaft Frankreichs mit dem Treffer zum Endstand in der 45. Minute. Sie wurde zuvor im zweiten Gruppenspiel gegen die Nationalmannschaft Spaniens und danach im Halbfinale gegen die Nationalmannschaft Deutschlands eingesetzt.

## Erfolge
Nationalmannschaft
- Halbfinalist Europameisterschaft 1997
- Dritter Algarve-Cup 1997

Sunnanå SK
- Schwedischer Pokal-Finalist 1997